# تشينغ هاي
تشينغ هاي (بالفيتنامية: Thanh Hải)‏ (و. 1950  م) هي قائدة دينية، ومُدرسة فيتنامية، ولدت في محافظة كوانغ ناي.